# Hüttschlag
Hüttschlag est une commune autrichienne du district de Sankt Johann im Pongau dans l'État de Salzbourg.

## Géographie
Le village se trouve dans la vallée de Grossarl au pied nord des Hohe Tauern, à environ 70 kilomètres au sud de la ville de Salzbourg.